# كايل يامادا
كايل يامادا (12 أبريل 1983 بكالغاري في كندا - ) هو لاعب كرة قدم كندي في مركز الوسط. لعب مع نادي ادمونتون وCalgary United F.C. ‏.

## وصلات خارجية
- كايل يامادا على موقع قاعدة بيانات كرة القدم.إي يو (الإنجليزية)